# آدم فارلي
آدم فارلي (بالإنجليزية: Adam Farley)‏ (12 يناير 1980 بليفربول في المملكة المتحدة - ) هو لاعب كرة قدم بريطاني في مركز قلب الدفاع. لعب مع إيه إف سي ليفربول ونادي إيفرتون ونادي مارين ‏ ونادي ويتون ألبيون ونادي بارسكو ونادي ألترينتشام وليه جنيسيس ‏ ونادي فورمبي ‏ وDroylsden F.C. ‏.

## وصلات خارجية
- آدم فارلي على موقع قاعدة بيانات كرة القدم.إي يو (الإنجليزية)
- آدم فارلي على موقع عالم كرة القدم.نت (الإنجليزية)